# Основные материалы
Основные материалы — часть материально-производственных запасов, образующих вещественную (материальную) основу готового продукта.
Основными считают материалы, входящие в состав готовой продукции в виде её главной составляющей. Например, мука при производстве хлебобулочных изделий, металл — в машиностроении, пиломатериалы — в мебельной промышленности, кожа — в обувной промышленности.
Основные материалы при учёте себестоимости выделяются в качестве самостоятельного элемента затрат на производство продукции в обрабатывающей (перерабатывающей) промышленности.
Основные материалы принято отличать от сырья, основной составляющей при производстве продукции сельского хозяйства и добывающей промышленности, а также вспомогательных материалов, не входящих в вещественном виде в конечный продукт.